# سري أوروبندو
سري أوروبيندو (أوروبيندو غوز؛ 15 أغسطس 1872-5 ديسمبر 1950)، فيلسوف هندي ومعلم لليوغا وغورو وشاعر وقوميّ. انضم إلى الحركة الهندية من أجل الاستقلال عن التاج البريطاني، وكان لفترة من الزمن أحد قادتها المؤثرين وأصبح بعد ذلك مصلحًا روحيًا، إذ بات يقدم رؤاه حول التقدم البشري والتطور الروحي.
درس أوروبيندو للخدمة المدنية الهندية في كلية الملك في كامبريدج، إنجلترا. بعد عودته إلى الهند، تولى العديد من أعمال الخدمة المدنية تحت ولاية المهراجا في ولاية بارودا الأميرية وأصبح منغمساً بشكل متزايد في السياسات القومية والحركة الثورية الناشئة في البنغال. اعتُقِل إثر عدد من اعتداءات بالقنابل تابعة لمنظمته، وخضع لمحاكمة علنية للغاية إذ واجه اتهامات بالخيانة، ولم يكم من الممكن إدانة أوروبيندو وسجنه إلا بسبب كتابته لمقالات ضد الحكم البريطاني في الهند. وأُطلق سراحه عندما تعذر تقديم أي دليل بعد مقتل شاهد الإثبات ناريندراناث غوسوامي خلال المحاكمة. خاض تجارب صوفية وروحية خلال إقامته في السجن، وانتقل بعدها إلى مدينة بونديشيري، تاركًا السياسة ومتجهاً للعمل الروحي.
خلال إقامته في بونديشيري، طور سري أوروبيندو طريقة للممارسة الروحية أطلق عليها اسم «اليوغا المتكاملة». كان المحور الرئيسي لرؤيته هو تطور الحياة البشرية إلى حياة إلهية. آمن بالإدراك الروحي الذي لم يحرر الإنسان فحسب بل حوّل طبيعته، مما مكن من وجود حياة إلهية على الأرض. في عام 1926، وبمساعدة معاونته الروحية، ميرا ألفاسا (يشار إليها باسم «الأم»)، أسس دير سري أوروبيندو.
أعماله الأدبية الرئيسية هي «الحياة الإلهية» الذي يتعامل مع الجوانب النظرية لليوغا المتكاملة، و«توليف اليوغا» الذي يتعامل مع الإرشاد العملي لليوغا المتكاملة، و«ملحمة سافيتري: أسطورة ورمز».

## السيرة الذاتية

### النشأة
وُلد أوروبيندو غوس في كالكوتا (تُدعى الآن كولكاتا) في رئاسة البنغال، الهند في 15 أغسطس 1872 في عائلة كاياثا البنغالية التي كانت تابعة لقرية كوناجار في مقاطعة هوغلي. كان والده، كريشنا دون غوس، حينها مساعد الجراح في رانجبور في البنغال، وعضوًا سابقًا في حركة الإصلاح الديني المسماة براهمو ساماج، أُغرم والده بفكرة التطور الجديدة آنذاك أثناء متابعته الدراسات الطبية في إدنبرة. والدته هي سوارنالاتا ديفي، ابنة شري راجنارايان بوز، إحدى الشخصيات القيادية في حركة الساماج. أُرسِلت والدته إلى محيط كالكوتا الأكثر صحة حين ولادة أوروبيندو. كان لأوروبيندو شقيقان أكبر منه، بنويبوسان ومانموهان، وشقيقة صغيرة، ساروجيني، وشقيق أصغر، باريندرا كومار (يشار إليه أيضًا باسم بارين).
نشأ أوروبيندو وهو يتحدث الإنجليزية ولكن استخدم اللغة الهندستانية للتواصل مع الخدم. آمن والده بتفوق الثقافة البريطانية على الرغم من أن عائلته بنغالية. أُرسل مع شقيقيه الكبيرين إلى مدرسة لوريتو هاوس الداخلية التي تدرّس باللغة الإنجليزية في دارجيلنغ، لتحسين مهاراتهم اللغوية من جهة ولإبعادهم عن والدتهم من جهة أخرى، لأنها أصيبت بمرض عقلي بعد فترة قصيرة من ولادة طفلها الأول. كانت دارجيلنغ مركزًا للحياة البريطانية في الهند، وكانت تدير المدرسة راهبات إيرلنديات، تفتح الأولاد على تعاليم ورمزية الدين المسيحي.

## التحول من السياسة إلى الروحانية
في يوليو 1905، قام الحاكم العام في الهند، اللورد كورزون، بتقسيم البنغال. وأشعل هذا فورة من الغضب الشعبي ضد البريطانيين، مما قاد لبلبلة مدنية وحملة قومية من قبل مجموعات من الثوريين، ومن بينهم أوروبيندو. في عام 1908، حاول كل من كوديرام بوز وبرافولا شاكي قتل القاضي كينغسفورد، وهو قاضٍ عُرِف بإصدار عقوبات قاسية للغاية ضد القوميين. ومع ذلك، فإن القنبلة التي ألقيت على عربة الخيول الخاصة به أخطأت هدفها ووقعت بدلاً من ذلك على عربة أخرى وقتلت سيدتين بريطانيتين، زوجة وابنة المحامي برينغل كينيدي. كما أُلقي القبض على أوروبيندو بتهمة التخطيط للهجوم والإشراف عليه وسُجِن في الحبس المنفرد في سجن أليبور. استمرت محاكمة قضية قنبلة أليبور لمدة عام، ولكن في النهاية، أُثبتت براءته في 6 مايو 1909. وكان محامي الدفاع الخاص به يُدعى تشيتارانجان داس.
خلال هذه الفترة في السجن، تغيرت نظرته للحياة بشكل جذري بسبب التجارب والوعي الروحيين. ونتج عن ذلك تحول هدفه إلى ما هو أبعد من خدمة وتحرير البلاد.
قال أوروبيندو إن فيفي كاناندا «زاره» في سجن أليبور: «الواقع أنني كنت أسمع باستمرار صوت فيفي كاناندا يتحدث إليّ لمدة أسبوعين في السجن خلال تأملي المنفرد وشعرت بحضوره.»
في ملاحظاته المكتوبة في سيرته الذاتية، قال أوروبيندو إنه شعر بهدوء عظيم حين عاد إلى الهند لأول مرة. لم يستطع شرح هذا الأمر واستمر في المرور بعدة تجارب مشابهة من وقت لآخر. ولم يكن يعلم شيئًا عن اليوغا في ذلك الوقت وبدأ بممارستها دون معلم، باستثناء بعض القواعد التي تعلمها من غانغاناث، وهو صديق له كان تلميذاً لدى براهماناندا. في عام 1907، عرّف بارين شقيقه أوروبيندو على فيشنو بهاسكار ليلي، وهو معلم يوغا ماهاراشتري. تأثر أوروبيندو بالإرشاد الذي تلقاه من معلم اليوغا، والذي كان قد وجه أوروبيندو للاعتماد على التوجه الروحي الباطن وبالتالي لن يحتاج أي نوع من الإرشاد أو المعلم الخارجي.
في عام 1910، انسحب أوروبيندو من جميع الأنشطة السياسية وذهبت للاختباء في تشانداناجار في منزل موتيلال روي، إذ كان البريطانيون يحاولون محاكمته بسبب إثارته للفتنة إثر مقالة موقعة بعنوان «إلى رجال بلادي»، منشورة في الكارمايوجين. ومع اختفاء أوروبيندو عن الأنظار، تراجعوا عن مذكرة الاعتقال وأُجِلت المحاكمة. ناور أوروبيندو الشرطة في دعوى مفتوحة ونُشِرت مذكرة اعتقال في 4 أبريل 1910، لكن لم يُنَفذ الأمر لأنه كان قد بلغ في ذلك التاريخ مدينة بونديشيري، ثم وصل بعدها إلى مستعمرة فرنسية. وسُحبت مذكرة الاعتقال ضد أوروبيندو لاحقاً.

## فلسفته ورؤيته الروحية

### المقدمة
وُصِف مفهوم سري أوروبيندو لنظام اليوغا المتكاملة في كتبه «توليف اليوغا» و «الحياة الإلهية». يعد كتاب «الحياة الإلهية» عبارة عن مجموعة من المقالات المنشورة بشكل متسلسل في آريا.
يجادل سري أوروبيندو أن براهمان الإله يتجلى كحقيقة تجريبية من خلال ليلا، أي المسرحية الإلهية. بدلاً من افتراض أن العالم الذي نختبره هو وهم (مايا)، يناقش أوروبيندو بأن العالم يمكن أن يتطور ويغدو عالماً جديداً ذو أنواع جديدة أكثر بكثير من الجنس البشري تمامًا كما تطورت الأنواع البشرية بعد تطور الأنواع الحيوانية. وأن الهدف الأخير للممارسة الروحية لا يمكن أن يكون مجرد التحرر من هذا العالم إلى السمادهي، بل سيكون أيضًا نزول الإله إلى العالم من أجل تحويله إلى وجود إلهي. وبالتالي، فإن هذا يشكل الهدف من اليوغا المتكاملة. فيما يتعلق بتطور الوعي، كتب التالي: «هذا النزول، هذه التضحية من بوروشا، الروح الإلهية التي تخضع نفسها للقوة والمادة حتى تتمكن من إبلاغ وتسليط الضوء عليها هي بذرة الفداء لعالم من انعدام الضمير والجهل ".
آمن سري أوروبيندو أن الداروينية تصف فقط ظاهرة تطور المادة لتصبح حية، لكنها لا تفسر السبب وراءها، بينما يجد هو أن الحياة موجودة مسبقاً في المادة، لأن كل الوجود هو تجلٍ لبراهمان. ويجادل بأن الطبيعة (التي فسرها على أنها إلهية) قد طورت الحياة من صلب المادة والعقل من صلب الحياة. وأن كل الوجود يحاول الظهور بمستوى العقل الخارق -أي أن التطور كان له هدف. صرح بأنه وجد مهمة فهم طبيعة الواقع شاقة ومن الصعب أن تفسر بنتائج ملموسة فورية.

## التوافق مع الفلسفة الغربية
أشار سري أوروبيندو في كتاباته ومحادثاته ورسائله إلى العديد من الفلاسفة الأوروبيين الذين كانت مفاهيمهم الأساسية مألوفة بالنسبة له، وعلّق على أفكارهم وناقش مسألة التقارب مع خط تفكيره. فكتب مقالًا طويلًا عن الفيلسوف اليوناني هرقليطس وذكر بشكل خاص أفلاطون وأفلوطين ونيتشه وبيرجسون كمفكرين اهتم بهم بسبب أسلوبهم الأكثر حدسية. ومن ناحية أخرى شعر باهتمام ضئيل بفلسفة كانت أو هيغل. أظهرت عدة دراسات تقاربًا ملحوظًا لفكره مع الفكر التطوري لتيلهارد دي تشاردان، والذي لم يكن يعرفه، وتعرف الأخير على سري أوروبيندو في مرحلة متأخرة. بعد قراءة بضعة فصول من كتاب «الحياة الإلهية» قيل إنه قال إن رؤية سري أوروبيندو للتطور كانت في الأساس مماثلة لرؤيته، على الرغم من أنها مذكورة للقراء الآسيويين.
اكتشف العديد من العلماء تشابهات هامة بين فكر سري أوروبيندو وهيغل. ناقش ستيف أودين هذا الموضوع بشمول في دراسة مقارنة. إذ كتب أودين أن سري أوروبيندو «قد استوعب فكرة هيغل عن الروح المطلقة ووظفها لإعادة هيكلة الإطار المعماري لنظام فيدانتا الهندوسي القديم بشكل جذري ومن جوانب معاصرة.» توصل أودين في تحليله إلى النتيجة التالية: «تخيل كلا الفيلسوفين بشكل متشابه خلق العالم كظهور ذاتي تقدمي وصعود تطوري لوعي كوني في رحلته نحو إدراك الذات.» وفي رؤية متباينة مع الكشف الحتمي الديالكتيكي المطرد للعقل المطلق بآليات الأطروحة-نقيض-الأطروحة المركبة والإيجاب-السلب-التكامل، يدافع عن طريقة خلاقة فجائية للتطور. يصرح أودين في سيرته الذاتية أن سري أوروبيندو تجاوز الرؤية العالمية التاريخية للهندوسية التقليدية وقدم مفهوماً يسمح بالتقدم الحقيقي والإبداع.

## كتابات أخرى
- Ramdhari Singh 'Dinkar', Sri Aurobindo: Meri Drishti Mein, Lokbharti Prakashan, New Delhi, 2008.
- Shyam Kumari, , How they came to Sri Aurobindo and The Mother (4 volumes), Sri Aurobindo Ashram, Pondicherry. Stories and experiences of Sri Aurobindo's and Mother's disciples.[استشهاد منقوص البيانات]
- Vignettes of Sri Aurobindo and The Mother (3 volumes), Sri Aurobindo Ashram, Pondicherry. Hundreds of brief stories of the Masters' interactions with their disciples in each volume.[استشهاد منقوص البيانات]
- Musings on the Mother's Prayers and Meditations (3 volumes), Sri Aurobindo Ashram, Pondicherry. The author's reflections on each of the Mother's published "Prayers and Meditations."[استشهاد منقوص البيانات]
- Sujata Nahar, (Ed.) India's rebirth - A selection from Sri Aurobindo's writings, talks and speeches, 3rd edition, 2000, Hermanville, France: Institut de Recherches Évolutives. (http://www.voi.org/books).
- Satprem, Sri Aurobindo, or the Adventure of Consciousness 1968, Pondicherry, India: Sri Aurobindo Ashram Press. Exposition of the philosophy of Sri Aurobindo and the techniques of Integral Yoga.
- van Vrekhem, Georges: Beyond Man - The Life and Work of Sri Aurobindo and The Mother, HarperCollins Publishers India, New Delhi 1999, ISBN 81-7223-327-2.
- Hitler and his God - The Background to the Hitler phenomenon, Rupa & Co, New Delhi 2006.
- The Mother - The Story of Her Life, HarperCollins Publishers India, New Delhi 2000, ISBN 81-7223-416-3
- Overman  –  The intermediary between the human and the supramental being, Rupa & Co, New Delhi 2001, ISBN 81-7167-594-8.
- Patterns of the Present  –  From The perspective of Sri Aurobindo and The Mother, Rupa & Co, New Delhi 2001, ISBN 81-7167-768-1.
- Prithwindra Mukherjee, Sri Aurobindo, "Biographies", Desclée de Brouwer, Paris, 2000
- Richard Kitaeff, "Sri Aurobindo", in Nouvelles Clés, n°62, pp. 58–61.

## وصلات خارجية
- سري أوروبندو على موقع الموسوعة البريطانية (الإنجليزية)

- Sri Aurobindo Ashram
- Sri Aurobindo Ashram Resources
- Auroville
- Site dedicated to Sri Aurobindo and the Mother
- Moscow Sri Aurobindo Center of Integral Yoga
- The Integral Yoga community in Russia
- The Integral Yoga of Sri Aurobindo and the Mother
- Sri Aurobindo Society
- Sri Aurobindo Nivas - Vadodara
- Symbolism in the Poetry of Sri Aurobindo-By Syamala Kallury
- New Insights into the Life and Teachings of Sri Aurobindo & The Mother site.
- The english Version of the writings as PDF.
- Sri Aurobindo Information.
- Biography of Sri Aurobindo.
- Sri Aurobindo, his work in the occult.
- Speech given by Dr. Shivajirao Bhosale on Yogi Arvind (Sri Aurobindo) in Marathi.
- Extracts and quotations from the written works of Sri Aurobindo and the Mother